# Centra Sur
La Centra Sur (acrónimo de Central de Transferencias Sur), es una estación del servicio de Transmetro y terminal de autobuses interurbanos y urbanos ubicada en la zona 12 de Villa Nueva, dicha central de transporte opera entre la Ciudad de Guatemala y Villa Nueva.

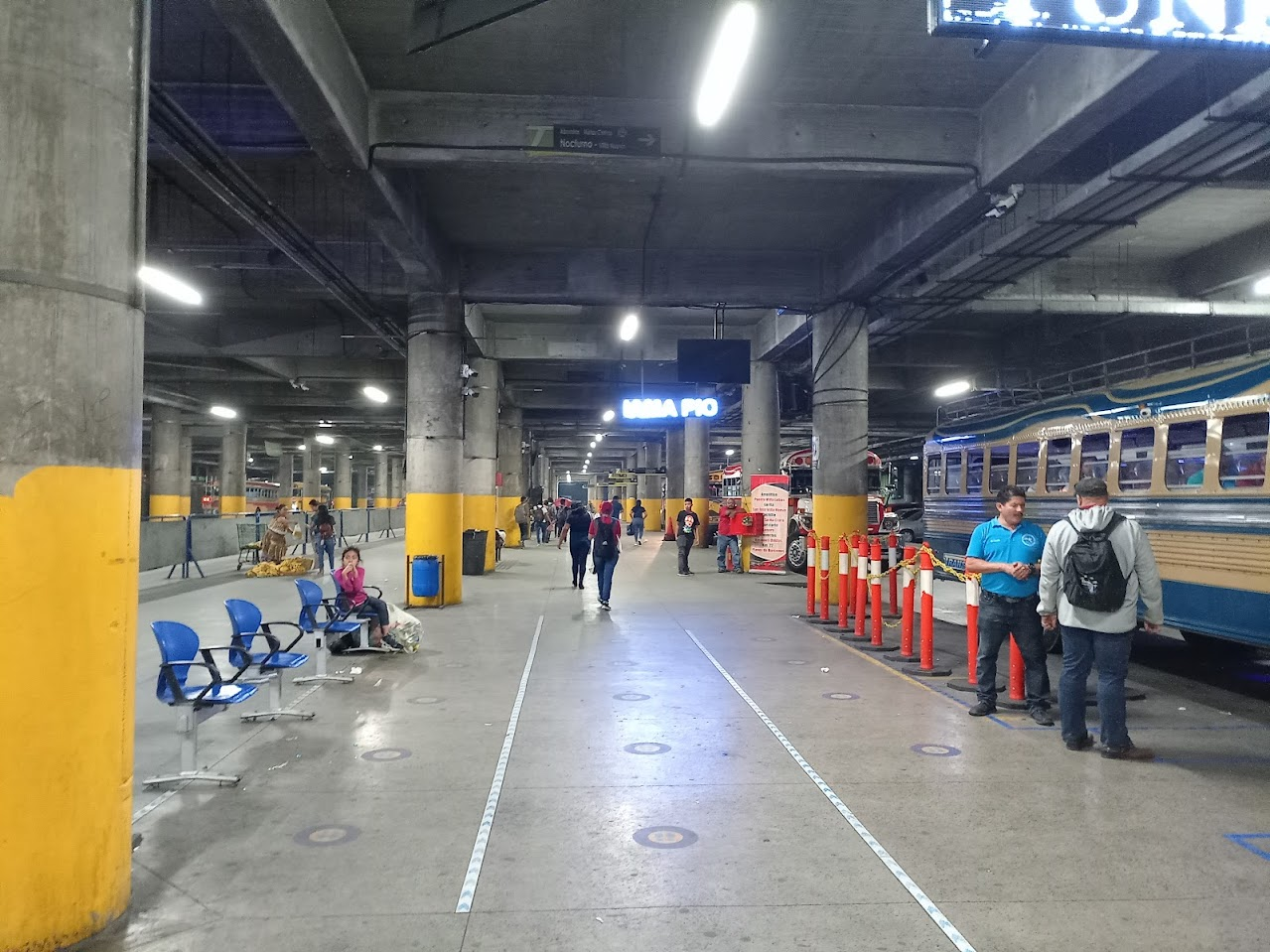
Buses extraurbanos en Centra Sur de noche.

Está ubicada en el sur de la Ciudad, en el municipio de Villa Nueva. Brinda acceso al CENMA (Central de Mayoreo), uno de los mercados más grandes del Área Metropolitana ya que cuenta con un aproximado de 500 metros de largo. Las instalaciones tiene 2 pisos, en el segundo piso es estación de Transmetro y el primero es terminal de buses de rutas cortas que viajan hacia las 12 zonas de  Villa Nueva y los municipios de San Miguel Petapa,  Amatitlán y departamentos del país.

## Metroriel
La Central de Transferencias del Sur, será la estación principal del sistema de tren ligero MetroRiel que actualmente está en construcción, dicho sistema conectará esta central de transporte con la Centra Norte ubicada al norte de la Ciudad.